# Superbike-VM 2005
Superbike-VM 2005 kördes över 12 omgångar och 24 heat. Mästerskapet vanns av Troy Corser, Australien på en Suzuki GSX-R 1000 för Suzukis inofficiella fabriksteam. Tvåa blev Corsers landsman Chris Vermeulen på en Ten Kate Honda Fireblade och trea Noriyuki Haga, Japan på en Yamaha YZF-R1.

## Delsegrare
| Datum        | Bana           | Vinnare         | Märke  | Vinnare         | Märke  |
| ------------ | -------------- | --------------- | ------ | --------------- | ------ |
| 26 februari  | Losail         | Troy Corser     | Suzuki | Yukio Kagayama  | Suzuki |
| 3 april      | Phillip Island | Troy Corser     | Suzuki | Troy Corser     | Suzuki |
| 24 april     | Valencia       | Troy Corser     | Suzuki | Troy Corser     | Suzuki |
| 8 maj        | Monza          | Troy Corser     | Suzuki | Chris Vermeulen | Honda  |
| 29 maj       | Silverstone    | Régis Laconi    | Ducati | James Toseland  | Ducati |
| 26 juni      | Misano         | Régis Laconi    | Ducati | Régis Laconi    | Ducati |
| 17 juli      | Brno           | Troy Corser     | Suzuki | Noriyuki Haga   | Yamaha |
| 7 augusti    | Brands Hatch   | Troy Corser     | Suzuki | Noriyuki Haga   | Yamaha |
| 4 september  | Assen          | Chris Vermeulen | Honda  | Chris Vermeulen | Honda  |
| 11 september | Lausitzring    | Chris Vermeulen | Honda  | Lorenzo Lanzi   | Ducati |
| 2 oktober    | Imola          | Chris Vermeulen | Honda  | Inställt        |        |
| 9 oktober    | Magny-Cours    | Chris Vermeulen | Honda  | Lorenzo Lanzi   | Ducati |

## Slutställning
| Plats | Förare              | Märke    | Poäng |
| ----- | ------------------- | -------- | ----- |
| 1     | Troy Corser         | Suzuki   | 433   |
| 2     | Chris Vermeulen     | Honda    | 379   |
| 3     | Noriyuki Haga       | Yamaha   | 271   |
| 4     | James Toseland      | Ducati   | 254   |
| 5     | Yukio Kagayama      | Suzuki   | 252   |
| 6     | Régis Laconi        | Ducati   | 221   |
| 7     | Chris Walker        | Kawasaki | 160   |
| 8     | Andrew Pitt         | Yamaha   | 156   |
| 9     | Lorenzo Lanzi       | Ducati   | 156   |
| 10    | Pierfrancesco Chili | Honda    | 150   |